# Amblyjoppa sinensis
Amblyjoppa sinensis là một loài tò vò trong họ Ichneumonidae.